# Trimerorhachis insignis
Il trimerorachide (Trimerorhachis insignis) è un anfibio estinto, appartenente ai temnospondili. Visse nel Permiano inferiore (circa 280 milioni di anni fa) e i suoi resti sono stati ritrovati in Nordamerica.

## Descrizione
Questo animale lungo una cinquantina di centimetri possedeva un corpo relativamente allungato, con piccole zampe che sporgevano ai lati del corpo e una lunga coda. Il cranio, di forma quasi triangolare, era allungato e appiattito. Alcune parti dello scheletro erano poco ossificate e denotavano una condizione di neotenia, ovvero la conservazione di caratteristiche larvali allo stadio adulto.

## Classificazione
Descritto per la prima volta nel 1878 da Edward Drinker Cope, il trimerorachide è considerato un appartenente a quel gruppo di anfibi temnospondili noti come dvinosauri, generalmente di piccole dimensioni e dotati di corpi simili a quelli delle salamandre. Studi sul trimerorachide hanno determinato che questo animale era sicuramente più evoluto di forme antiquate come Balanerpeton e Dendrerpeton, ma era  più primitivo rispetto a forme come Eryops e Dissorophus. Altri studiosi ritengono che gli dvinosauri possano essere invece considerati più specializzati, ed è possibile che Trimerorhachis e i suoi parenti si siano evoluti a partire da temnospondili terrestri.

## Stile di vita
Il trimerorachide, con ogni probabilità, era un organismo strettamente legato all'ambiente acquatico, a causa della mancanza di ossificazione di varie parti dello scheletro, che avrebbero reso disagevole per l'animale una vita passata per la maggior parte sulla terraferma. Il lungo cranio dentato è compatibile con una dieta a base di piccoli vertebrati e invertebrati, che il trimerorachide catturava con rapidi movimenti del corpo.